# LNWR Prince of Wales Tank Class
LNWR Prince of Wales Tank Class — серия танк-паровозов London and North Western Railway (LNWR) типа 2-3-0.
Джордж Уэйл, предшественник Боуэн-Кука на посту главного механика LNWR, построил 50 паровозов серии Precursor Tank Class типа 2-2-1. Серия Prince of Wales Tank Class стала дальнейшим их развитием с внедрением перегретого пара и увеличением размеров на основе магистрального паровоза LNWR Prince of Wales Class конструкции Чарльза Боуэн-Кука. Танк-паровозы серии использовались в пригородном сообщении от станции Юстон в Лондоне, а также на маршруте от Шрусбери до Суонси по имевшей крутой подъём линии Центрального Уэльса длиной около 190 км.
LNWR построила 47 паровозов этой серии между 1910 и 1916 годами под руководством главного механика Чарльза Боуэна-Кука.
В 1923 году, после консолидации британских железных дорог, паровозы были переданы London, Midland and Scottish Railway (LMS). На новой дороге они были перенумерована по порядку от 6950 до 6996 и получили классификацию 4P. Постепенный вывод паровозов из эксплуатации начался в 1935 году, на смену им пришли паровозы серии Class 4 1-3-2T, спроектированные Фаулером и Станье. К 1941 году на линиях не осталось ни одного паровоза серии Prince of Wales Tank Class.
Ни один экземпляр не сохранился.